# Vasily Vladimirov
Vasilii Sergeevich Vladimirov (em russo:  Василий Сергеевич Владимиров; Dyaglevo, 9 de janeiro de 1923 — 3 de novembro de 2012) foi um matemático russo.

## Obras
- Gleichungen der mathematischen Physik (= Hochschulbücher für Mathematik. Volume 74). Deutscher Verlag der Wissenschaften, Berlim 1972 (em inglês MIR, Moscou, 1984, em russo Nauka 1976).
- Methods of the theory of functions of many complex variables, MIT Press 1966
- Methods of the theory of generalized functions, Taylor and Francis 2002
- Generalized functions in mathematical physics, MIR, Moskau 1979
- com I. Volovich, E. Zelenov p-adic analysis and mathematical physics, World Scientific 1994
- com Yu. N. Drossinov, B. I. Zavialov: Tauberian theorems for generalized functions, Dordrecht, Kluwer 1988
- Ed.: A collection of problems for the equations of mathematical physics, Moskau, MIR, 1986
- Ed.: International Conference on the mathematical problems of quantum field theory and quantum statistical mechanics, 2 Bände, Proceedings Steklow Institute 1978
- Ed.: Theoretical and mathematical physics – a collection of survey papers on the 50. Anniversary of the Steklov Institute, Providence, AMS (American Mathematical Society) 1988
- Ed.: Number theory, algebra, mathematical analysis and their applications – dedicated to the 100. anniversary of the birth of I. Vinogradov, Providence, AMS 1993
- Ed.: Problems in modern mathematical physics -collected papers dedicated to the 90. birthday of academician N.N.Bogoljubov, Moskau MAIK Nauka 2002
- Drozzinov, Yu.N.; Zavialov, B.I. (1988), Tauberian theorems for generalized functions,  kluwer 88